# Hr.Ms. Schuiling (1961)
De Hr.Ms. Schuiling (M876) was een ondiepwatermijnenveger van de Van Straelenklasse van de Koninklijke Marine. Het schip werd in 1962 in dienst genomen en was vernoemd naar de vroegere Nederlandse militair Willem Schuiling.
In 1984 werd de Schuiling buiten dienst gesteld. Daarna werd het schip in bruikleen aan het Zeekadetkorps Nederland gegeven. Na dienst te hebben gedaan bij het Zeekadetkorps Nederland als korpsschip en opleidingsschip is de Schuiling gesloopt.